# Franz Beyrich
Franz Beyrich (* 10. Februar 1887 in Hamburg; † 27. Februar 1961 ebenda) war ein deutscher Politiker (Zentrum, CDU).

## Leben und Beruf
Beyrich, der zur römisch-katholischen Minderheit in Hamburg gehörte, war vor 1933 Verwaltungsangestellter in der Hamburger Sozialbehörde. Mit der Machtübernahme der Nationalsozialisten wurde er entlassen und war fortan in der Privatwirtschaft tätig. Nach dem gescheiterten Attentat vom 20. Juli 1944 wurde er festgenommen und im KZ Fuhlsbüttel inhaftiert.

## Partei
Vor 1933 war Beyrich Mitglied und im Zeitraum 1925/26 auch Vorsitzender des Hamburger Zentrums-Landesverbandes. Ende August 1945 trat er der Arbeitsgemeinschaft christlich-demokratischer Gruppen (auch Christliche Union genannt) in Hamburg bei und war im September 1945 an den ergebnislosen Gesprächen über die Gründung einer umfassenden bürgerlichen Partei beteiligt. Am 1. Oktober 1945 wurde er in der Gründungsversammlung der Christlich-Demokratischen Partei, des späteren Hamburger Landesverbandes der CDU, zum kommissarischen Landesvorsitzenden gewählt. Von 1946 bis 1949 war er stellvertretender Landesvorsitzender und Lizenzträger und Herausgeber der Hamburger Allgemeinen Zeitung. 1959 wählte ihn der Landesparteitag zum Ehrenvorsitzenden der Hamburger CDU.

## Abgeordneter
Franz Beyrich gehörte von 1929 bis 1933 sowie von 1946 bis 1953 der Hamburgischen Bürgerschaft an. 1930/31 und von 1946 bis 1951 amtierte er als Vizepräsident der Bürgerschaft.